# Піренейський договір

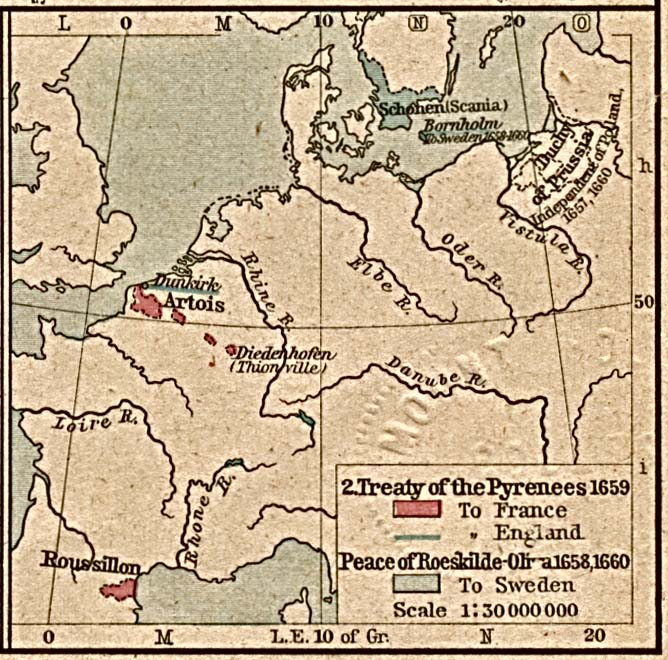
Території, що відійшли від Іспанії до Франції та Англії за Піренейським договором

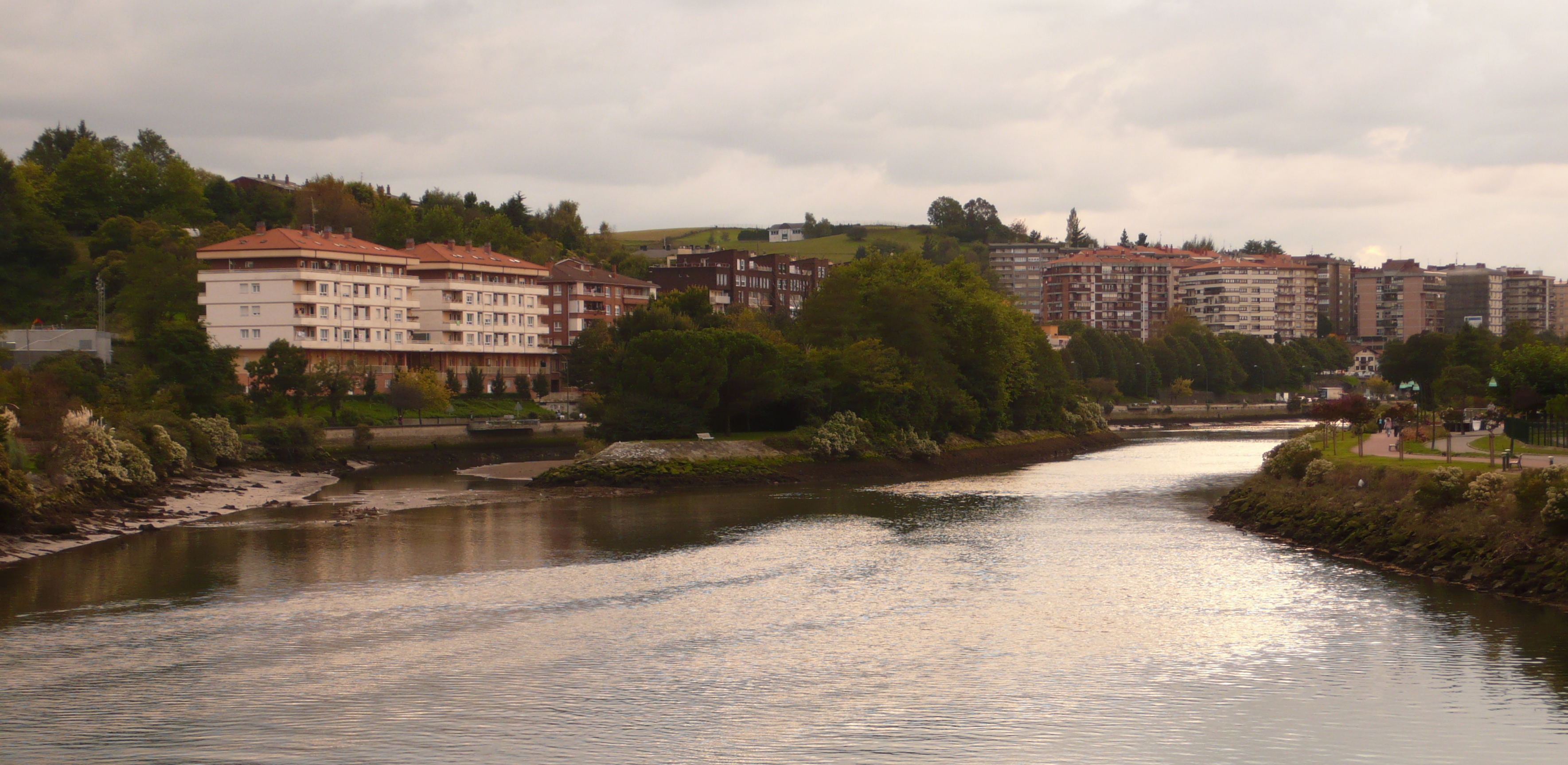
Острів Фазанів — найменший сучасний кондомініум у світі, належить одночасно Франції та Іспанії

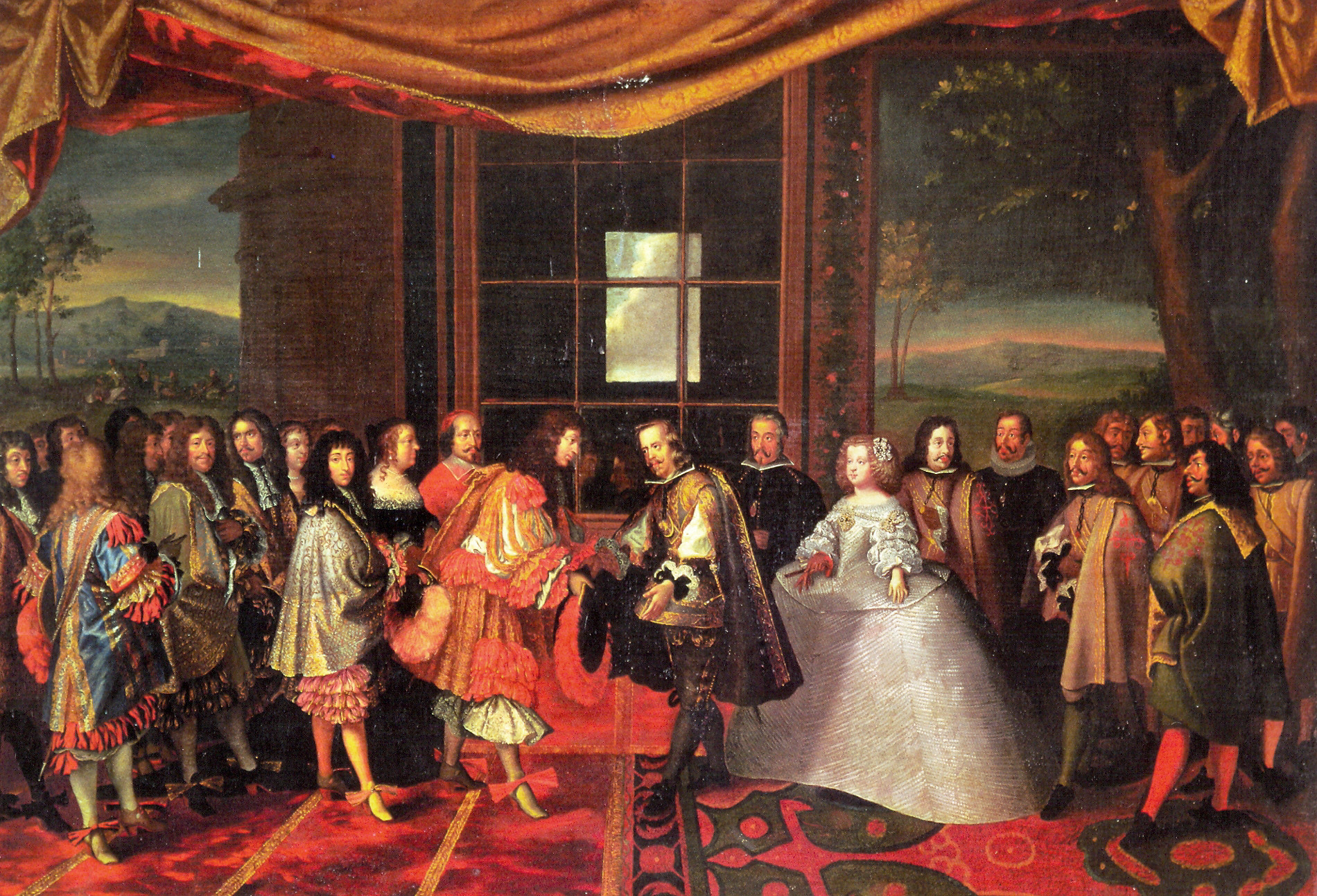
Зустріч Людовіка XIV та Філіпа IV на о-ві Фазанів у 1659 р.

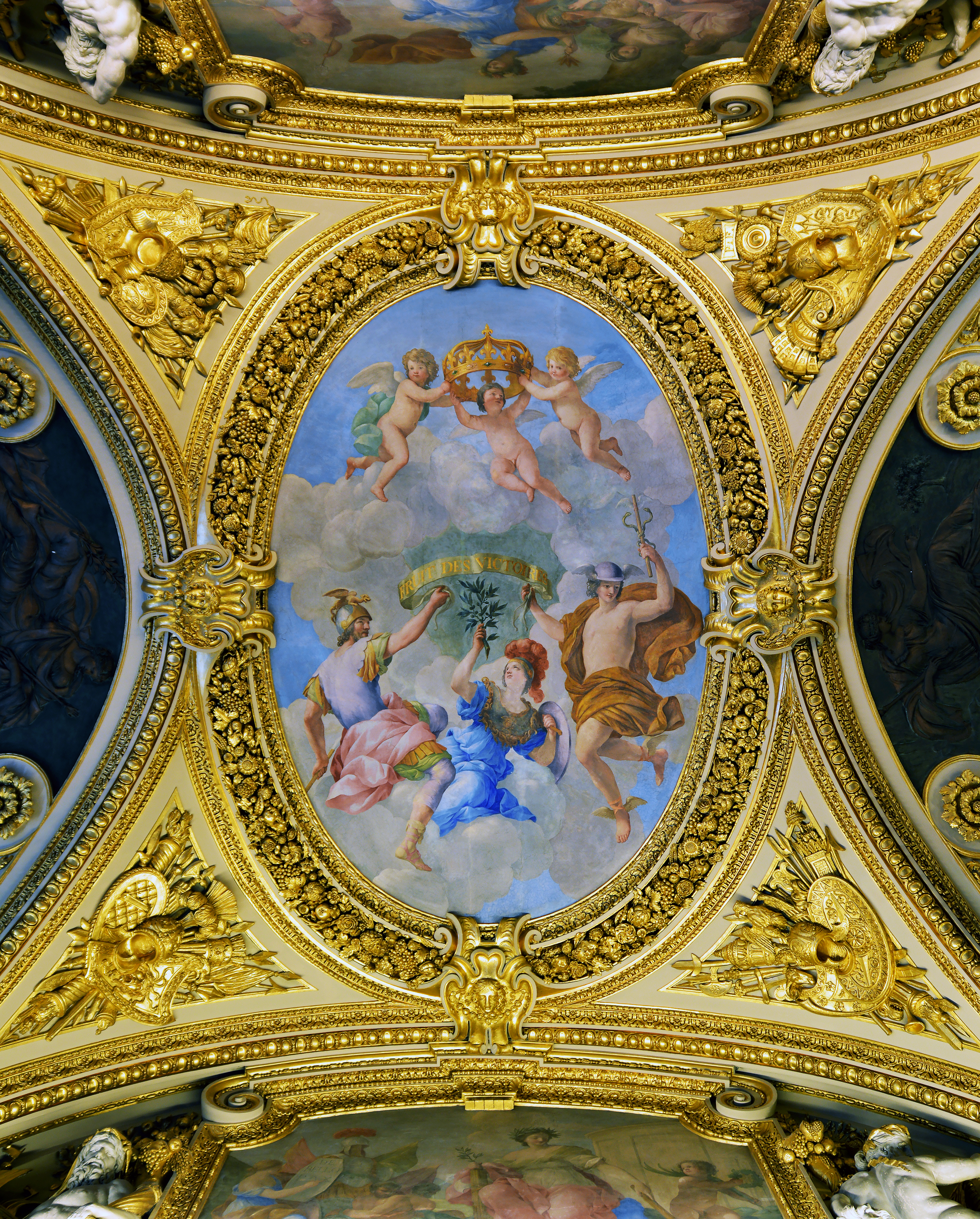
Алегорія «Піренейський договір», розпис у Луврі.

Пірене́йський догові́р (фр. Traité des Pyrénées, ісп. Tratado de los Pirineos, кат. Tractat dels Pirineus) — мирна угода між Іспанією та Францією наприкінці Тридцятилітньої війни 1618–1648 років.
Угоду було підписано 7 листопада 1659 року на острові Фазанів (річка Бідасоа на кордоні Іспанії та Франції) представником Людовіка XIV кардиналом Мазаріні та Філіпа IV Луїсом Менендесом де Аро-і-Сотомайором.

## Текст договору
Текст договору окреслює умови врегулювання стосунків між династіями Бурбонів та Габсбурґів (анексії або обміни територіями в Європі, помилування для принца Конде, шлюб між Людовіком XIV та іспанською інфантою Марією-Терезією тощо).
- Статті 1 — 34: нові правила торгівлі, ведення війни тощо.
- Статті 35 — 41: стосувалися іспанських Нідерландів: Франція отримувала графсто Артуа (за винятком Ер та Сент-Омера), Бурбур, Гравелін та Сен-Венан, Авен в Ено, Ландресі і Ле-Кенуа, також Данвільє, Монмеді та Тьйонвіль у Люксембургу. В обмін на це Франція зобов'язувалася більше не підтримувати Португалію, що стала незалежною після повстання 1640 р., та відмовилася від претензій на Барселонське графство (під час «Війни женців» 1640–1652 р.р. Франція намагалася окупувати Каталонію).
- Статті 42 — 60: стосувалися каталонських земель, а саме передачі Франції північнокаталонських графств Русільйон, Баляспі, Кунфлену та Капсі, а також селищ і сіл східної частини графства Сарданья (оскільки Лібіа була визнана містом, її не було передано Франції).

|  | ... les monts Pirenées, qui avoient anciennement divisé les Gaules des Espagnes, seront aussy doresnavant la division des deux mesmes Royaumes ... Traité des Pyrénées, article 42 … нехай гори Піренеї, які у давні часи розділяли галлів та народи Іспанії, знову будуть розділяти ті самі два королівства … Піренейський договір, стаття 42 |

- Статті 61 — 78: стосувалися Ельзасу та Лотарингії.
- Статті 79 — 88: стосувалися принца Конде.
- Статті 89 — 105: стосувалися Італії та інших питань.
- Статті 105—124: являли собою прикінцеві положення, за ними йшли секретні статті.

Одним з положень цього договору є шлюб короля Франції Людовіка XIV з інфантою Іспанії Марією-Терезою Австрійською, старшою дочкою короля Іспанії та племінницею королеви-матері Анни Австрійської.
Вона відмовлялася від будь-яких прав на корону Іспанії, натомість їй повинен був бути виплачений посаг у сумі 500 тис. золотих екю (ця сума насправді виплачена не була).

## Значення договору для Каталонії
Частина території Каталонії, яка на час підписання договору входила до Арагонського королівства, що перебувало в унії з Кастилією і таким чином формувало Іспанію, без згоди влади Каталонії (парламенту та Жанаралітату) була передана іншій державі.
До Франції було приєднано північнокаталонські райони Русільйон, Баляспі, Кунфлен, Капсі та Алта-Сарданья. Іспанський король офіційно не повідомив про це каталонський уряд до 1702 р.
Уже за рік після Піренейського договору було скасовано всі традиційні каталонські політичні інституції (хоча в договорі наголошувалося на тому, що в приєднаних до Франції районах залишиться каталонське самоуправління), а 2 квітня 1700 р. Людовик XIV своїм указом зобов'язав з 1 травня того самого року в усіх офіційних державних інституціях вживати виключно французьку мову.

## Виноски
1. ↑  Текст Піренейського договору. (фр.)